# 紅殻之湯温泉
紅殻之湯温泉（べんがらのゆおんせん）は、大分県竹田市（旧国豊後国）にある温泉。

## 概要
リゾートホテル「レゾネイトクラブくじゅう」に湧く温泉。
紅殻之湯のという名は、泉色が紅殻を溶かしたような赤褐色をしているために付けられたものである。鉄分が多く含まれており、疲労回復に効き目があるといわれている。

## 泉質
- ナトリウム - 炭酸水素塩泉
  - 泉温：30.4℃
  - 源泉数：1
  - 飲用：不可
  - 効能：神経痛、肩こり、皮膚病など

※ 効能は万人に対してその効果を保障するものではない。

## 歴史
1993年12月にオープンした。

## アクセス
- 鉄道・バス：JR九州豊肥本線豊後竹田駅から大野竹田バス久住経由長湯温泉行で約25分、久住車庫停留所下車、車で約15分
- 車：大分自動車道九重ICから国道210号、県道40号、国道442号経由で約40km